# Využití kalhot do autobusu
Využití kalhot do autobusu je dvanáctý díl čtvrté řady amerického televizního seriálu Teorie velkého třesku. Režisérem epizody je Mark Cendrowski.

## Děj
Leonard přijde s návrhem na aplikaci do mobilu, která má převádět ručně psané diferenciální rovnice do elektronické podoby. Všichni čtyři kluci na tom intenzivně pracují, ale Sheldon má sklony přebírat velení, tvořit aplikaci podle sebe a všeobecně na sebe strhávat pozornost. V jednu chvíli jeho otravnost přesáhne mez a Leonard, coby velitel, ho z projektu vyhodí. Sheldon se tedy snaží všemožně sabotovat Leonardův projekt, a dokonce se snaží Raje a Howarda získat na svou stranu, ovšem bez úspěchu. Nakonec se rozhodne ztěžovat klukům práci hraním na theremin. Kluci ho tedy z bytu vyhodí na schody, kde se potká s Penny. Ta ho pozve na kakao a navrhne mu, ať pracuje na aplikaci týkající se bot s ní. Sheldon se jí vysměje, ale pozvání na kakao přijímá. Penny ho ovšem nesnese delší dobu u sebe v bytě a navrhuje mu, aby se Leonardovi omluvil. Protože Sheldon nechce lhát a omluvu nemyslí upřímně, vyřkne omluvu sarkasticky. Kluci ho po omluvení se přiberou zpět, ale okamžitě ho znovu vyhodí, protože je situace stejná jako na začátku a Sheldon se snaží celou aplikaci úplně předělat. Nakonec skončí s Penny a pracuje na její aplikaci na rozpoznávání bot.

## Obsazení
| Johnny Galecki | Leonard Hofstadter |
| Jim Parsons    | Sheldon Cooper     |
| Kaley Cuoco    | Penny              |
| Simon Helberg  | Howard Wolowitz    |
| Kunal Nayyar   | Raj Koothrappali   |